# 余才
余才（？—？年），字德仲，四川成都府内江縣人，軍籍。明朝政治人物。

## 生平
正德五年（1510年）庚午科四川乡试舉人，九年（1514年）甲戌科二甲第八十一名進士，授礼部主事，历员外、儀制司郎中，因谏武宗游猎，被廷杖几乎毙命。世宗继位後，嘉靖二（1523年）年六月弹劾奏太常寺卿汪举陈请十二笾豆有乖典礼，又誣託为已故尚书毛澄，请求治罪。三年参与議大禮，五年（1526年）六月升光禄寺少卿，六年九月因李福达案与寺卿汪玄锡被逮问，廷杖后革职闲住，卧病数月後去世。隆慶時，追赠太常寺少卿，祀乡贤。